# RAS Jodoigne
RAS Jodiogne is een Belgische voetbalclub uit Geldenaken (Frans: Jodoigne). De club sloot zich in 1922 aan bij de KBVB en heeft geel en zwart als clubkleuren, haar stamnummer is 199.

## Geschiedenis

### Het begin
De geschiedenis van RAS Jodoigne begint op 29 juni 1921, een groep vrienden beslist om Sporting club Jodoignois. Destijds had de club geen faciliteiten of veld, men speelde op een geploegd veld, terwijl dit veld niet van hen was, als de landbouwer kwam werden ze weggejaagd van zijn veld, ze speelden de match vervolgens verder op een ander stuk landbouwgrond. Als doelen gebruikten men aan elkaar gebonden stukkenhout, de bal was een varkensblaas. Sporting club Jodoignois had 11 spelers, haar clubkleuren waren wit en blauw.

### Stamnummer
Op 11 mei 1922 vroeg Sporting club Jodoignois een stamnummer aan bij de KBVB. Ongeveer een maand later (7 juni 1922) sloot men zich officieel aan bij de KBVB. De club kreeg stamnummer 199, haar nieuwe kleuren waren verticale geel-zwarte strepen. De club was al redelijk wat gegroeid en had ondertussen al 26 leden. Het veld waar de club speelden was gelegen aan de 'rue de Piétrain'(Piétrainstraat), het clublokaal was onder het kasteel in het 'petit café Dromart' (kleine café van Dromart). In 1926 promoveerde de club naar derde provinciale.

### De jaren 30
Tijdens de jaren 30 waren de resultaten slecht. Wedstrijden eindigden vaak in een gevecht, De KBVB degradeerden Jodoigne voor deze reden naar vierde provinciale. In 1936 kreeg de club een nieuw veld, na vele verhuizingen had de club eindelijk een vaste thuisbasis genaamd La Cabouse. Het veld was in slechte staat. Langs het veld stond een armoedig gebouw dat dienst deed als kleedkamer. 

### Oorlogsjaren
In 1938 keerde de club terug naar derde provinciale. Van 1939 tot 1941 waren sommige spelers gevangen. De club speelden alleen toernooien of minikampioenschappen met naburige clubs. In 1941 richtte de KBVB opnieuw een echt kampioenschap met teams uit Brussel.  Sporting eindigt onderaan in het klassement.  Er vinden veranderingen plaats op commissieniveau. In de jaren 40 begint het eerste tijdperk van transfers. Sporting Jodoigne mag de 'R' aan haar naam toevoegen, want Le Sporting is officieel een koninklijke voetbalclub.

### Pieken en dalen
In 1955 werden de eerste jeugdteams opgericht aan La Cabouse. Jongeren uit de regio konden vanaf 12 jaar komen trainen bij Jodoigne. In 1958 promoveerde de club terug naar derde provinciale, 2 jaar later was het weer prijs, deze keer was het promotie naar tweede provinciale. In 1962 degradeerde de club terug naar derde provinciale na een catastrofaal seizoen. Van  1968 tot 1971 had de club even geen jeugdelftallen. 

### Gouden jaren
In de 70's ging het goed met Jodoigne, in 1971 waren er weer jeugdelftallen, er werd een jeugdcomité opgericht, de club won promotie naar tweede provinciale. Datzelfde jaar werd er een kantine gebouwd. In 1975 won Jodoigne voor het eerst in haar geschiedenis promotie naar eerste provinciale. Sinds 1976 spelen de jongeren niet meer op het hoofdveld, er werd datzelfde jaar ook een tribune gebouwd. Van 1980 tot 1985 speelde Marc Wilmots voor Jodoigne. Jodoigne was de club waar Wilmots verliefd werd op het spelletje.

### Faillissement
In 1985 vroeg RSC Jodoigne een faillissement aan, Na 66 jaren voetbal in Geldenaken, hoger dan eerste provinciale speelde de club nooit. Tot een faillissement kwam het niet, het duurde nog tot 1992, na een laatste plek in vierde provinciale werd de 70-jarige club jammer genoeg dan toch opgedoekt. 

### Een nieuw tijdperk
In de jaren 90 werd er een nieuwe club opgericht in Geldenaken. In mei 1992 al, in hetzelfde jaar als de opdoeking van de vorige club, een fusie met Lathuy-Souveraine, een club die 2 jaar ervoor ontstond door een fusie uit 2 naburige clubs, FC Jodoigne Souveraine en FC Lathuy, De nieuwe club ging onder de naam RAS Jodoigne LS. De ambitie van de club was om zo snel mogelijk hogerop te klimmen in de competities, een goede jeugdwerking te hebben, een gezonde financiële situatie hebben en  de supporters de weg terug te laten vinden naar La Cabouse. In het eerste jaar van de club werd men al kampioen.

## Resultaten
| 2005/06 |    |    |      |      |      |     |      | 2     |      | 3de prov. Brabant A                                      | 65                                                       |                                                                                         |  |  |  |
| 2006/07 |    |    |      |      |      |     |      | 3     |      | 3de prov. Brabant A                                      | 57                                                       |                                                                                         |  |  |  |
| 2007/08 |    |    |      |      |      |     |      | 8     |      | 3de prov. Brabant A                                      | 41                                                       |                                                                                         |  |  |  |
| 2008/09 |    |    |      |      |      |     |      | 7     |      | 3de prov. Brabant A                                      | 48                                                       |                                                                                         |  |  |  |
| 2009/10 |    |    |      |      |      |     |      | 9     |      | 3de prov. Brabant A                                      | 42                                                       |                                                                                         |  |  |  |
| 2010/11 |    |    |      |      |      |     |      | 2     |      | 3de prov. Brabant A                                      | 61                                                       | Verloren in eindronde                                                                   |  |  |  |
| 2011/12 |    |    |      |      |      |     |      | 4     |      | 3de prov. Brabant A                                      | 50                                                       |                                                                                         |  |  |  |
| 2012/13 |    |    |      |      |      |     |      | 3     |      | 3de prov. Brabant A                                      | 55                                                       |                                                                                         |  |  |  |
| 2013/14 |    |    |      |      |      |     |      | 4     |      | 3de prov. Brabant A                                      | 61                                                       |                                                                                         |  |  |  |
| 2014/15 |    |    |      |      |      |     |      | 9     |      | 3de prov. Brabant A                                      | 43                                                       |                                                                                         |  |  |  |
| 2015/16 |    |    |      |      |      |     |      | 1     |      | 3de prov. Brabant A                                      | 65                                                       | Kampioen                                                                                |  |  |  |
|         | 1A | 1B | 1Am  | 2Am  | 3Am  | P.I | P.II | P.III | P.IV | Vanaf 2016-17 zijn er 3 nationale en 2 regionale niveaus | Vanaf 2016-17 zijn er 3 nationale en 2 regionale niveaus | Vanaf 2016-17 zijn er 3 nationale en 2 regionale niveaus                                |  |  |  |
| 2016/17 |    |    |      |      |      |     | 6    |       |      | 2de prov. Brabant ACFF                                   | 46                                                       | Promotie als bijkomende stijger                                                         |  |  |  |
| 2017/18 |    |    |      |      |      | 11  |      |       |      | 1ste prov. Brabant ACFF                                  | 33                                                       |                                                                                         |  |  |  |
| 2018/19 |    |    |      |      |      | 1   |      |       |      | 1ste prov. Brabant ACFF                                  | 57                                                       | Kampioen                                                                                |  |  |  |
| 2019/20 |    |    |      |      | 9    |     |      |       |      | 3de Am. ACFF B                                           | 33                                                       | Competitie vroegtijdig stopgezet door COVID-19.                                         |  |  |  |
|         | 1A | 1B | 1Nat | 2Afd | 3Afd | P.I | P.II | P.III | P.IV |                                                          |                                                          |                                                                                         |  |  |  |
| 2020/21 |    |    |      |      | 6    |     |      |       |      | 3de Afd. ACFF B                                          | 6                                                        | Competitie stopgezet na 4 gespeelde wedstrijden en vervolgens geschrapt, door COVID-19. |  |  |  |
| 2021/22 |    |    |      |      | 8    |     |      |       |      | 3de Afd. ACFF B                                          | 41                                                       |                                                                                         |  |  |  |
| 2022/23 |    |    |      |      | 12   |     |      |       |      | 3de Afd. ACFF B                                          | 32                                                       |                                                                                         |  |  |  |
| 2023/24 |    |    |      |      | 10   |     |      |       |      | 3de Afd. ACFF B                                          | 37                                                       |                                                                                         |  |  |  |
| 2024/25 |    |    |      |      | 13   |     |      |       |      | 3de Afd. ACFF A                                          | 20                                                       | Verloren in de eindronde voor degradatie van RCS Libramontois (4-1)                     |  |  |  |
| 2025/26 |    |    |      |      |      |     |      |       |      | 3de Afd. ACCF A                                          |                                                          |                                                                                         |  |  |  |